# Ligugé
Ligugé est une commune du Centre-Ouest de la France, située au sud de Poitiers, dans le département de la Vienne en région Nouvelle-Aquitaine.
La ville est surtout connue pour son abbaye Saint-Martin, plus ancien établissement monastique d'Occident encore en activité.

## Géographie
Établie sur la rive gauche du Clain, à 8 kilomètres au sud de Poitiers. La petite ville s'étage sur les pentes de la rive gauche du Clain. Les lotissements pavillonnaires récents qui forment les parties hautes témoignent de son intégration dans l'agglomération poitevine.

### Géologie et relief
Localisée sur le seuil du Poitou, la commune est située en partie sur un horst, c'est-à-dire une structure géologique locale où, entre deux failles, la roche granitique du massif ancien sous-jacent est surélevée et apparait ainsi à la surface du sol. Ce horst est à peu près à mi-chemin entre le Massif central et le Massif armoricain. Les granites du horst de Ligugé sont visibles dans la vallée du Clain (Île de Port-Seguin) ainsi que dans l'ancienne carrière et la tranchée du chemin de fer Paris-Bordeaux au lieu-dit le Granit. Le horst se prolonge légèrement sur la commune voisine de Smarves.
Le horst de Ligugé avec ceux de Champagné-Saint-Hilaire (Vienne) et de Montalembert (Deux-Sèvres) constituent les trois principales structures tectoniques de la partie centrale du seuil du Poitou.

### Communes limitrophes
| Croutelle         | Poitiers | Saint-Benoît |
| Fontaine-le-Comte | Ligugé   | Smarves      |
| Marçay            | Iteuil   |              |

### Climat
Pour des articles plus généraux, voir Climat de la Nouvelle-Aquitaine et Climat de la Vienne.
Historiquement, la commune est exposée à un climat océanique du nord-ouest.  
En 2020, Météo-France publie une typologie des climats de la France métropolitaine dans laquelle la commune est exposée à un climat océanique altéré et est dans la région climatique  Poitou-Charentes, caractérisée par un bon ensoleillement, particulièrement en été et des vents modérés.
Pour la période 1971-2000, la température annuelle moyenne est de 12 °C, avec une amplitude thermique annuelle de 14,9 °C. Le cumul annuel moyen de précipitations est de 752 mm, avec 11,3 jours de précipitations en janvier et 6,9 jours en juillet. Pour la période 1991-2020, la température moyenne annuelle observée sur la station météorologique la plus proche, située sur la commune de Biard à 6,85 km à vol d'oiseau, est de 12,2 °C et le cumul annuel moyen de précipitations est de 695,3 mm,. Pour l'avenir, les paramètres climatiques de la commune estimés pour 2050 selon différents scénarios d'émission de gaz à effet de serre sont consultables sur un site dédié publié par Météo-France en novembre 2022.

## Urbanisme

### Typologie
Au 1er janvier 2024, Ligugé est catégorisée bourg rural, selon la nouvelle grille communale de densité à sept niveaux définie par l'Insee en 2022.
Elle appartient à l'unité urbaine de Ligugé, une agglomération intra-départementale regroupant deux  communes, dont elle est ville-centre,,. Par ailleurs la commune fait partie de l'aire d'attraction de Poitiers, dont elle est une commune de la couronne,. Cette aire, qui regroupe 97 communes, est catégorisée dans les aires de 200 000 à moins de 700 000 habitants,.

### Occupation des sols

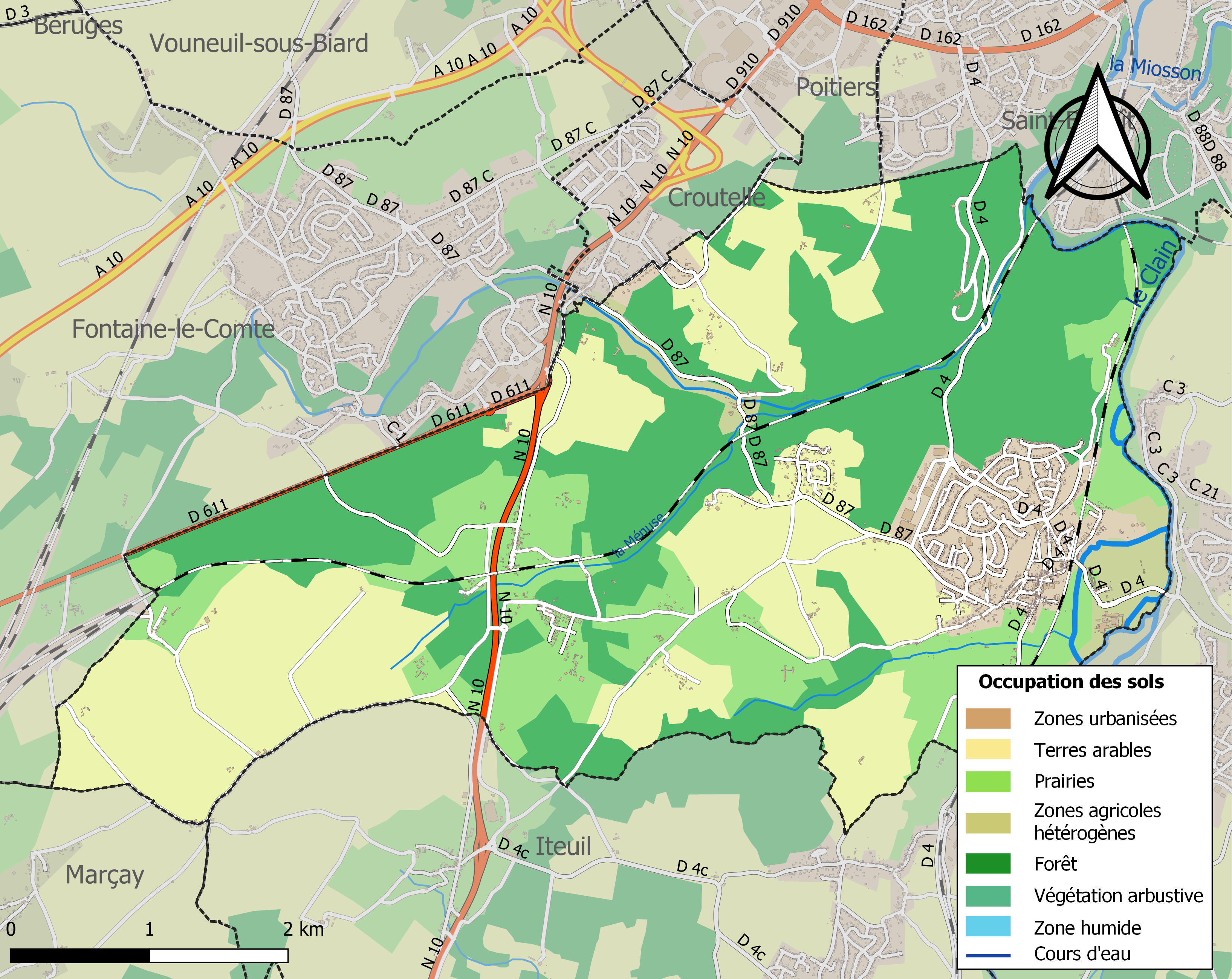
Carte des infrastructures et de l'occupation des sols de la commune en 2018 (CLC).

L'occupation des sols de la commune, telle qu'elle ressort de la base de données européenne d’occupation biophysique des sols Corine Land Cover (CLC), est marquée par l'importance des territoires agricoles (54,9 % en 2018), en diminution par rapport à 1990 (55,9 %). La répartition détaillée en 2018 est la suivante : 
forêts (38 %), terres arables (32,4 %), prairies (18,8 %), zones urbanisées (7,1 %), zones agricoles hétérogènes (3,7 %).
L'IGN met par ailleurs à disposition un outil en ligne permettant de comparer l’évolution dans le temps de l’occupation des sols de la commune (ou de territoires à des échelles différentes). Plusieurs époques sont accessibles sous forme de cartes ou photos aériennes : la carte de Cassini (XVIIIe siècle), la carte d'état-major (1820-1866) et la période actuelle (1950 à aujourd'hui).

### Risques majeurs
Le territoire de la commune de Ligugé est vulnérable à différents aléas naturels : météorologiques (tempête, orage, neige, grand froid, canicule ou sécheresse), inondations, mouvements de terrains et séisme (sismicité modérée). Il est également exposé à un risque technologique,  le transport de matières dangereuses, et à un risque particulier : le risque de radon. Un site publié par le BRGM permet d'évaluer simplement et rapidement les risques d'un bien localisé soit par son adresse soit par le numéro de sa parcelle.

#### Risques naturels
La commune fait partie du territoire à risques importants d'inondation (TRI) de Châtellerault, regroupant 17 communes concernées par un risque de débordement de la Vienne et du Clain. Les événements antérieurs à 2014 les plus significatifs pour la Vienne sont les crues de février 1698 (1 670 m3/s à Châtellerault), de juillet 1792 (1 520 m3/s), de mars 1913 (1 500 m3/s), de décembre 1944 (1 510 m3/s) et de janvier 1962 (1 500 m3/s). Les crues historiques du Clain sont celles de 1873 (330 m3/s à Poitiers) et de décembre 1982 (330 m3/s). Des cartes des surfaces inondables ont été établies pour trois scénarios : fréquent (crue de temps de retour de 10 ans à 30 ans), moyen (temps de retour de 100 ans à 300 ans) et extrême (temps de retour de l'ordre de 1 000 ans, qui met en défaut tout système de protection),. La commune a été reconnue en état de catastrophe naturelle au titre des dommages causés par les inondations et coulées de boue survenues en 1982, 1983, 1993, 1995, 1999 et 2010,. Le risque inondation est pris en compte dans l'aménagement du territoire de la commune par le biais du plan de prévention des risques (PPR) inondation (PPRI) de la « vallée du Clain », approuvé le 1er septembre 2015, puis par le nouveau PPRI « Vallée du Clain », prescrit le 5 novembre 2021.

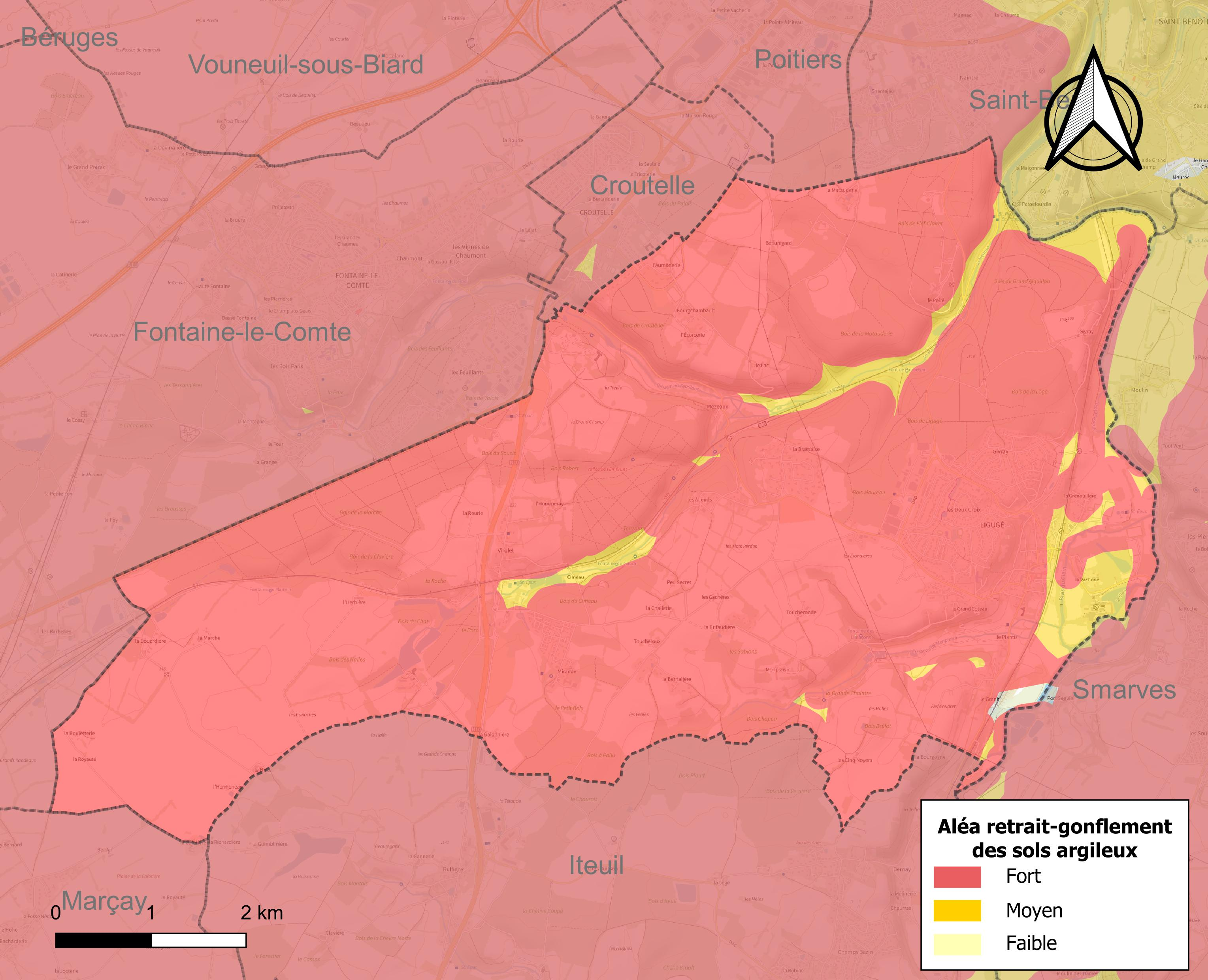
Carte des zones d'aléa retrait-gonflement des sols argileux de Ligugé.

Les mouvements de terrains susceptibles de se produire sur la commune sont des affaissements et effondrements liés aux cavités souterraines (hors mines) et des tassements différentiels. Afin de mieux appréhender le risque d’affaissement de terrain, un inventaire national permet de localiser les éventuelles cavités souterraines sur la commune. Le retrait-gonflement des sols argileux est susceptible d'engendrer des dommages importants aux bâtiments en cas d’alternance de périodes de sécheresse et de pluie. 99,8 % de la superficie communale est en aléa moyen ou fort (79,5 % au niveau départemental et 48,5 % au niveau national). Depuis le 1er octobre 2020, en application de la loi ÉLAN, différentes contraintes s'imposent aux vendeurs, maîtres d'ouvrages ou constructeurs de biens situés dans une zone classée en aléa moyen ou fort,.
La commune a été reconnue en état de catastrophe naturelle au titre des dommages causés par la sécheresse en 1989, 1991, 1993, 1994, 1996, 2003, 2005, 2011 et 2017 et par des mouvements de terrain en 1999 et 2010.

#### Risque particulier
Dans plusieurs parties du territoire national, le radon, accumulé dans certains logements ou autres locaux, peut constituer une source significative d’exposition de la population aux rayonnements ionisants. Selon la classification de 2018, la commune de Ligugé est classée en zone 3, à savoir zone à potentiel radon significatif.

## Histoire
La première abbaye de France était celle de Ligugé, fondée par Martin de Tours en 360.

### Révolution française
À partir de la Révolution, l'abbaye n'est plus le centre de la vie de la ville. Elle n'est plus là non plus pour pourvoir à tout. Ses possessions sont vendues comme biens nationaux, comme le moulin à blé sur le Clain.

### Ligugé dans la révolution industrielle
C'est l'industrie qui prend le relais de l’abbaye comme centre de l’activité dans la commune : d'abord avec une filature, qui s'installe dans un moulin à aubes, installé sur une île du Clain, et qui croît et prospère tout au long du XIXe siècle, avant de décliner et de disparaître dans les années 1970. Un imprimeur industriel s'établit également à Ligugé, Aubin, et connaît une belle réussite qui dure encore, puisqu'il est un des seuls
indépendants encore existants en France. Il a connu trois sites différents dans la ville.
Le moulin des moines est agrandi en 1835 par M. Véran-Rahon, qui le transforme en minoterie productrice de gluten en plus des farines, et équipé de dix meules. En 1856, une filature de chanvre lui est ajoutée,, et s’approvisionne directement dans la région. Elle traite aussi le lin, puis se diversifie dans la fabrication de ficelles. Elle emploie plus d’une centaine de personnes. L’atelier de minoterie est détruit par un incendie en 1857. En 1862, les quatre roues du moulin sont renforcées par une, puis deux machines à vapeur, puis remplacées par deux turbines hydrauliques en 1869. En 1870, la production de gluten est abandonnée. Plusieurs chantiers d’agrandissement et de reconstruction de la filature et du bâtiment des turbines ont lieu dans les années 1890 et 1900. En 1907, la société devient Société de filature et de tissage de Ligugé (SFTL), en commençant la fabrication de toiles et de cordages en plus des ficelles, et emploie environ 300 salariés.
À cette époque, l’usine de Ligugé utilise à la fois l’énergie hydroélectrique à partir de deux turbines d’une puissance nominale de 135 kW, et l’énergie thermique fournie par deux chaudières. La matière première est livrée par chemin de fer grâce à un embranchement particulier.

### XXesiècle
Une ligne à haute tension relie directement la filature aux unités de production de la Société des forces motrices de la Vienne à partir de 1930. Les chaudières de la filature sont renouvelées en 1925 et 1935.
Au début de la Seconde Guerre mondiale, Ligugé, loin des frontières, est à l’abri. Ensuite, sa position, sur une grande voie de communication (la voie ferrée Paris - Bordeaux) à proximité d’un nœud de communications (Poitiers) attire de nombreuses attaques aériennes. La Luftwaffe bombarde la gare le 19 juin 1940, sans faire de victime, bombarde un train arrêté le 21, lâche des bombes sur les voies le 22.
L’abbaye est une étape de filière d’évasion et de franchissement de la ligne de démarcation, sous la responsabilité de dom Basset.
Jusque dans les années 1950, une plage entretenue sur les bords du Clain permettait aux citadins de Poitiers de venir s'ébattre le dimanche, par le train[réf. souhaitée].
En 1951, la filature possède 70 métiers (dotés de 3000 broches). En 1956, la SFTL devient la société industrielle de Ligugé (SIL) et ajoute une activité de cartonnages aux fabrications antérieures, par la fabrication de pots de yaourts et de boites de camemberts : cette activité devient rapidement le principal débouché de l’usine, qui se dote de son propre service de livraison.
En 1972, la filature cesse ses activités, suivie en 1976 des cartonnages et de la fabrication de ficelles. Le dépôt de bilan définitif a lieu en 1980.

## Politique et administration

### Liste des maires
| Période                                  | Période   | Identité          | Étiquette    | Qualité |
| ---------------------------------------- | --------- | ----------------- | ------------ | --- |
| 1890                                     | 1904      | Louis Hambis      | Républicain  | Manufacturier, ancien ingénieur Conseiller général du canton de Poitiers-Sud (1895 → 1904) Chevalier de la Légion d’Honneur |
| Les données manquantes sont à compléter. |           |                   |              | |
| mars 1971                                | juin 1995 | Maurice Girault,  | UDF          | Conseiller général du canton de Poitiers-5 (1982 → 1994)                                                                    |
| juin 1995                                | mars 2008 | Bernard Couturier | DVD puis UMP | |
| mars 2008                                | mars 2014 | Bernard Mauzé     | SE           | Retraité de l'enseignement Vice-président du Grand Poitiers (2013 → 2014)                                                   |
| mars 2014                                | mai 2020  | Joëlle Peltier    | DVD          | Cadre du secteur privé Conseillère départementale du canton de Poitiers-5 (2015 → )                                         |
| mai 2020                                 | En cours  | Bernard Mauzé     | SE           | Retraité de l'enseignement                                                                                                  |
| Les données manquantes sont à compléter. |           |                   |              | |

Bernard Couturier, battu par surprise en 2008, laisse la commune endettée (1 400 €/habitant, contre une moyenne nationale de 800 € pour les communes de même taille). De nouveaux lotissements sont créés, des budgets serrés ont permis de réduire l’endettement, qui reste encore 25 % plus élevé que la moyenne des communes comparables.
Profitant de la réforme des collectivités territoriales de 2010, Ligugé a quitté le 1er janvier 2013 la communauté de communes Vonne et Clain pour intégrer l'agglomération du Grand Poitiers.

### Instances judiciaires et administratives
La commune relève du tribunal d'instance de Poitiers, du tribunal de grande instance de Poitiers, de la cour d'appel de Poitiers, du tribunal pour enfants de Poitiers, du conseil de prud'hommes de Poitiers, du tribunal de commerce de Poitiers, du tribunal administratif de Poitiers et de la cour administrative d'appel de Bordeaux, du tribunal des pensions de Poitiers, du tribunal des affaires de la Sécurité sociale de la Vienne, de la cour d’assises de la Vienne.

### Services publics
Les réformes successives de La Poste ont conduit à la fermeture de nombreux bureaux de poste ou à leur transformation en simple relais. Toutefois, la commune a pu maintenir le sien, sous la forme d'un bureau communal intégré à la mairie.

### Jumelages
- Sonning-on-Thames (Royaume-Uni)

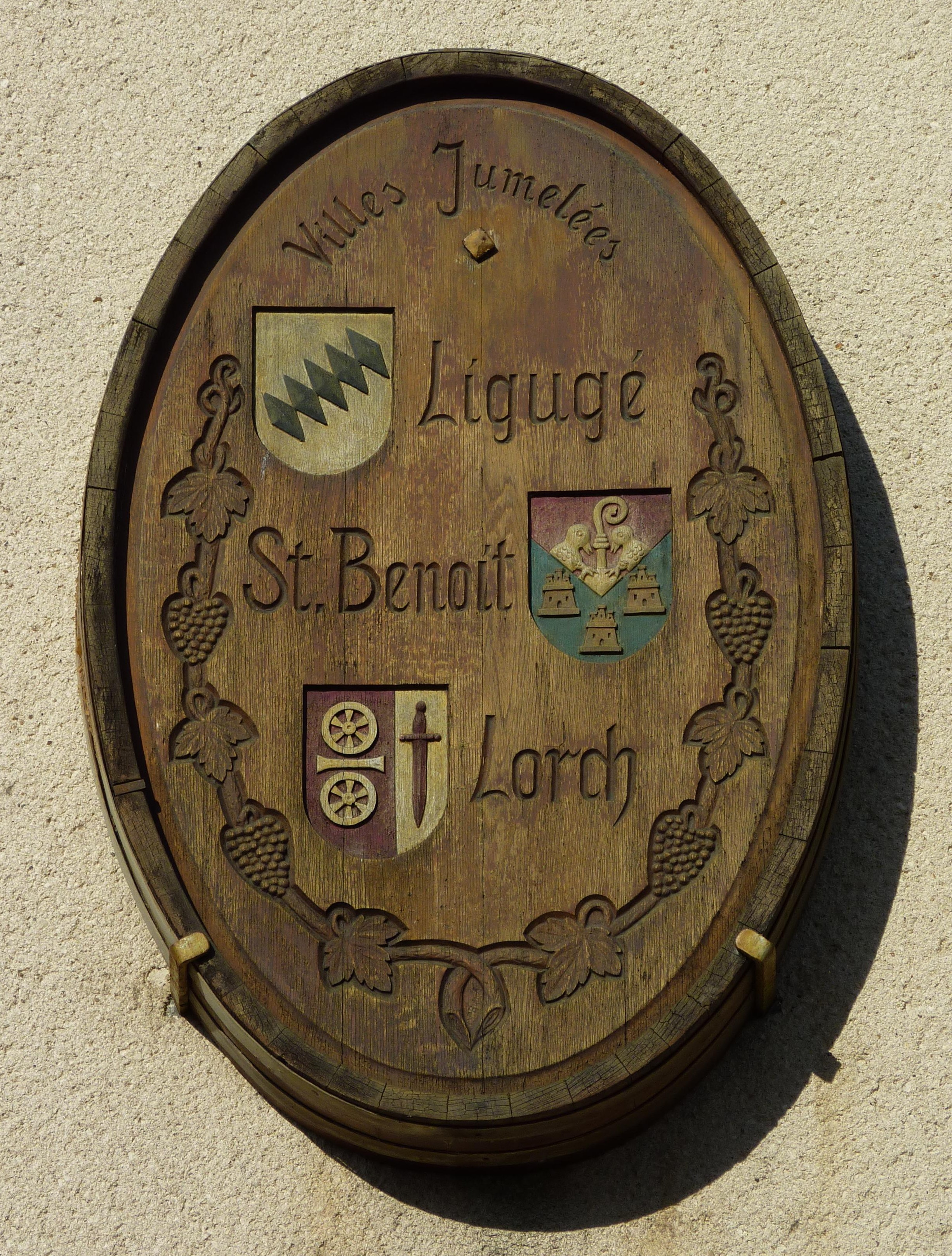
Mairie de Ligugé : plaque de bois gravée rappelant le jumelage de la ville avec Saint-Benoît et Lorch (Hesse, Allemagne).

- Lorch (Rheingau) (Allemagne) (en association avec la ville de Saint-Benoît (Vienne))

### Politique environnementale
Dans son palmarès 2024, le Conseil national de villes et villages fleuris de France a attribué deux fleurs à la commune.

## Démographie
En 2022, la commune de Ligugé comptait 3429 habitants. À partir du XXIe siècle, les recensements réels des communes de moins de 10 000 habitants ont lieu tous les cinq ans (2004, 2009, 2014 pour Ligugé). Les autres chiffres sont des estimations.
| 1793 | 1800 | 1806 | 1821 | 1831 | 1836 | 1841 | 1846 | 1851 |
| ---- | ---- | ---- | ---- | ---- | ---- | ---- | ---- | ---- |
| 346  | 337  | 351  | 634  | 636  | 780  | 804  | 792  | 824  |

| 1856 | 1861  | 1866  | 1872  | 1876  | 1881  | 1886  | 1891  | 1896  |
| ---- | ----- | ----- | ----- | ----- | ----- | ----- | ----- | ----- |
| 998  | 1 045 | 1 411 | 1 488 | 1 448 | 1 381 | 1 465 | 1 600 | 1 588 |

| 1901  | 1906  | 1911  | 1921  | 1926  | 1931  | 1936  | 1946  | 1954  |
| ----- | ----- | ----- | ----- | ----- | ----- | ----- | ----- | ----- |
| 1 607 | 1 551 | 1 558 | 1 410 | 1 501 | 1 490 | 1 488 | 1 570 | 1 568 |

| 1962  | 1968  | 1975  | 1982  | 1990  | 1999  | 2004  | 2006  | 2009  |
| ----- | ----- | ----- | ----- | ----- | ----- | ----- | ----- | ----- |
| 1 541 | 1 675 | 2 206 | 2 700 | 2 771 | 2 817 | 2 804 | 2 823 | 2 990 |

| 2014  | 2019  | 2022  | - | - | - | - | - | - |
| ----- | ----- | ----- | - | - | - | - | - | - |
| 3 265 | 3 374 | 3 429 | - | - | - | - | - | - |

La densité de population de la commune est de 129 hab./km2. Celle du département est de 61 hab./km2. Elle est de 68 hab./km2 pour la région Poitou-Charentes et de 115 hab./km2 pour la France.
La commune appartient à la communauté d’agglomération de Poitiers qui connait un certain dynamisme démographique puisque sa population s’est accrue de 1,32 % par an en moyenne sur la période 1999- 2006 (Ce taux est de 0,7 % pour le département). Ceci illustre le constat démographique suivant : des zones rurales qui perdent de plus en plus d’habitants au profit d’une zone périurbaine autour de Poitiers et de Châtellerault. Cette vaste zone concentre 70 % de la population du département (soit environ 300 000 personnes) et 25 % des moins de 20 ans. En outre, en supposant le maintien des tendances démographiques depuis 1990, entre 2006 et 2020, la population de l’aire urbaine de Poitiers devrait s’accroître de + 16,5 % et celle de Châtellerault de + 5,0 %. La population de la commune devrait donc continuer à croitre.
Cependant, la population du Grand Poitiers n'a quasiment pas augmenté entre 2007 et 2012 (141 986 habitants en 2007 pour 142 751 habitants en 2012). Le dynamisme démographique concerne surtout les communes limitrophes de la capitale poitevine. Ainsi, c’est un le cas de Ligugé dont la population a augmenté de 8,7 % en 5 ans, soit une croissance supérieure à la moyenne de l'agglomération du Grand Poitiers.

## Économie

### Aperçu général
La ville est une banlieue pavillonnaire de Poitiers. Elle possède une zone artisanale active, avec notamment l’imprimerie Aubin et le siège de la Mutuelle de Poitiers Assurances, mais aussi quelques ateliers de mécanique.
Le principal employeur de la commune est, de loin, l’imprimerie Aubin. Fondée par les moines de Ligugé, elle est rachetée par Eugène Aubin en 1906. Rachetée par le groupe CPI en 2007, elle est spécialisée dans l’impression de livres, de catalogues, de périodiques et d’emballages, et emploie 229 personnes.
Au total, 118 entreprises et commerces sont installés à Ligugé. Cependant, ils ne fournissent que 897 emplois aux 1 300 actifs de la commune : plus de 400 Ligugéens vont travailler hors de la commune (2007).

### Agriculture
Selon la direction régionale de l'Alimentation, de l'Agriculture et de la Forêt de Poitou-Charentes, il n'y a plus que onze exploitations agricoles en 2010 contre vingt en 2000.
Les surfaces agricoles utilisées ont paradoxalement augmenté de 6 % et sont passées de 866 hectares en 2000 à 925 hectares en 2010. Ces chiffres indiquent une concentration des terres sur un nombre plus faible d’exploitations. Cette tendance est conforme à l’évolution constatée sur tout le département de la Vienne puisque de 2000 à 2007, chaque exploitation a gagné en moyenne 20 hectares.
59 % des surfaces agricoles sont destinées à la culture des céréales (blé tendre essentiellement mais aussi orges et maïs), 23 % pour les oléagineux (colza), 5 % pour le fourrage et 1 % reste en herbes.

## Culture locale et patrimoine

### Lieux et monuments

#### Patrimoine religieux
L’abbaye Saint-Martin de Ligugé naît avec les installations de fidèles de saint Martin autour de son ermitage. Un monastère est fondé, qui est abandonné et restauré de nombreuses fois.

#### Patrimoine civil
- La friche industrielle de la filature est aujourd'hui réinvestie par des artistes urbains, des joueurs de paintball, une quinzaine de chats, et quelques curieux. Son charme indéniable remémore le souvenir de l'identité ouvrière puisque les quartiers se sont développés grâce à la filature (rue du Paradis, jardins ouvriers du Plantis, les maisonnettes…).
- Le bois de Givray à son entrée, traversée par le Clain, l'ancienne filature reconquise par la végétation, les 70 variétés de lichens retrouvé au lieudit du Granit, Ligugé est une ville où chacun peut expérimenter le sens du mot environnement.
- On trouve à Ligugé, dans le bourg comme dans les écarts, de nombreuses maisons bourgeoises de styles architecturaux très différents, notamment autour du square de Sonning où siège un joli kiosque à musique. Il avait été construit par le docteur Brunet (1873-1934) en 1923, à ses propres frais. Il était, alors, situé sur le champ de foire. Le kiosque devait permettre à la fanfare (L’Union musicale Ligugé-Smarves) qu’il dirigeait de se produire.
- Le domaine de la Réauté est un monument historique inscrit pour sa façade et sa toiture depuis 1969 et pour ses jardins, ses portails et sa glacière depuis 1993. C'est une gentilhommière de style Louis XIII, avec un corps de logis central et des ailes de retour. Le portail sur rue est de style Louis XIII.

#### Patrimoine naturel
Le bois de Ligugé est situé au cœur du seuil du Poitou en plein centre du département. Il chevauche le territoire de deux communes situées en périphérie de Poitiers, caractérisées par une forte pression urbaine : Ligugé et Saint-Benoît. Le bois de Ligugé se compose d’un ensemble de coteaux boisés qui surplombent les vallées de deux cours d’eau : la Feuillante et la Menuse. Ces deux ruisseaux rejoignent un méandre du Clain aux portes sud de l’agglomération poitevine.
Les sols du bois de Ligugé, sur la partie située sur les plateaux, se composent d’une argile à silex peu profonde auxquels succèdent, sur les pentes dont la dénivellation peut atteindre une cinquantaine de mètres, des sols calcaires dont l’épaisseur est variable selon la raideur des pentes, riches en cailloux et ponctués localement d’affleurements rocheux ou de falaises. Le fond du vallon est composé d’alluvions calcaires plus ou moins profonds. Cette diversité du sol est à l’origine de celle du boisement: une chênaie calcifuge sur les plateaux, une chênaie-charmaie sur les versants qui laisse la place dans les secteurs très pentus ou encaissés à la forêt de ravin à Scolopendre, une chênaie pubescente sur les zones de sols superficiels ou d’affleurements rocheux et, en fond de vallons, une aulnaie-frênaie sèche ou marécageuse, selon les fluctuations saisonnières de la nappe. Cette richesse forestière a justifié la protection du bois de Ligugé ((ZNIEFF)), d’autant plus qu’il abrite 15 espèces végétales rares ou menacées.
Une des originalités de la flore du bois de Ligugé consiste plus particulièrement dans la juxtaposition, dans un même lieu, d’espèces végétales appartenant normalement à des zones géographiques différentes. Ainsi l’Aconit tue-loup, espèce typiquement montagnarde qui ne compte que quelques très rares stations en Poitou-Charentes ou le hêtre ou l’orme de montagne sont voisins de plantes propres aux milieux marécageux ou alluviaux telles que la Primevère élevée ou l’Orchis incarnat. Dans le bois, ont été recensées en outre les plantes suivantes : l’Alaterne, l’Aspérule odorante, la Corydale à bulbe plein, la Crupine commune, l’épipactis des marais, la Fritillaire pintade, la Grenouillette, la Laser à larges feuilles, la Lathrée écailleuse, la Leersie faux-riz et l’Orchis incarnat.
Un inventaire précis ornithologique a permis de mettre en évidence la présence des oiseaux familiers des milieux forestiers poitevins parmi lesquels se trouvent quelques espèces rares ou devenant de plus en plus rares telles que le Bouscarle de Cetti, la Mésange huppée ou le Bouvreuil pivoine. Mais, c’est plus particulièrement le cas pour le Gros-bec casse-noyaux et le Pouillot siffleur, deux passereaux forestiers affectionnant les boisements à voûte haute et continue, peu répandus en région Poitou-Charentes.

### Légendes attachées à la commune
- Bitard : Selon la légende, le Bitard (ou Outarde) serait un animal mythique qui vivrait dans la forêt de Ligugé près de Poitiers. Il a donné son nom à une confrérie étudiante, l'ordre du Vénéré Bitard, inspirée des écrits de Rabelais (1483 ou 1494 - 1553).

### Personnalités liées à la commune
- Saint Martin de Tours (316 ou 317 - 397)
- Joris-Karl Huysmans (1848 - 1907), écrivain et critique d'art.
- Maurice Garçon (1889 - 1967) avocat, membre de l'Académie française, possédait une propriété à Montplaisir, sur la commune de Ligugé. Son ami le peintre André Dignimont (1891 - 1965) y séjourna,  de même qu’un autre ami intime, l’écrivain Roland Dorgelès (1885-1973), auteur des « Croix de bois », membre de l’Académie Goncourt.
- Jean-Paul Gomez, né en 1945 à Ligugé et y résidant, athlète international du demi-fond et de cross-country lors des années 1970.

## Sources